# Заріччя (Бурятія)
Заріччя (рос. Заречье) — село Кабанського району, Бурятії Росії. Входить до складу Сільського поселення Сухінське.
Населення — 335 осіб (2015 рік).
Село засноване в 1897 році українськими селянами-переселенцями з села Орлівка Ямпольскої волості Глухівского уїзда Чернігівської губернії.